# Марко Черемшина
Марко́ Черемши́на (справжнє ім'я: Іван Юрійович Семанюк; 13 липня 1874, Кобаки — 25 квітня 1927, Снятин) — український письменник і громадський діяч, адвокат, доктор права. Автор трьох збірок новел — «Карби», «Село вигибає» та «Верховина», остання вийшла посмертно.

## Життєпис
Народився в селі Кобаки Косівського повіту в Галичині (тепер село в Івано-Франківській обл.), котра на той час була частиною Австро-Угорської імперії, в селянській родині Івана Юрійовича (1846—1920) та Ганни Дмитрівни (до шлюбу Олексюк) Семанюків.
Коли 1889 року закінчив школу, батько відправив його на навчання до Коломийської гімназії. Під час навчання в Коломийській гімназії захоплювався творчістю Юліуша Словацького. В особистій бібліотеці українського письменника можна побачити поему польського поета «Мазепа» в перекладі Микола Зерова. Лекції велись польською мовою, якої хлопець не знав, однак незабаром вивчив її, став одним із найкращих учнів. Цікавився літературним життям на Буковині і в Галичині. 1896 року закінчив навчання в гімназії і виїхав до Відня, щоби здобути фах лікаря. Однак платня за медичну освіту була така висока, що він змушений був відмовитись від неї та обрав більш дешеве навчання на правничому факультеті Віденського університету. Закінчив Віденський університет в 1901 році, однак диплом адвоката отримав лише в 1906 році, з яким розпочав працювати конципієнтом (помічником адвоката) доктора Миколи Лагодинського в Делятині, а з 1912 — адвокатом у Снятині, де активно займався громадсько-політичною, літературною і культурно-просвітницькою роботою. Під час Першої світової війни мешкав в рідному селі Кобаках, а по її закінченню повернувся до Снятина, де прожив до кінця життя.

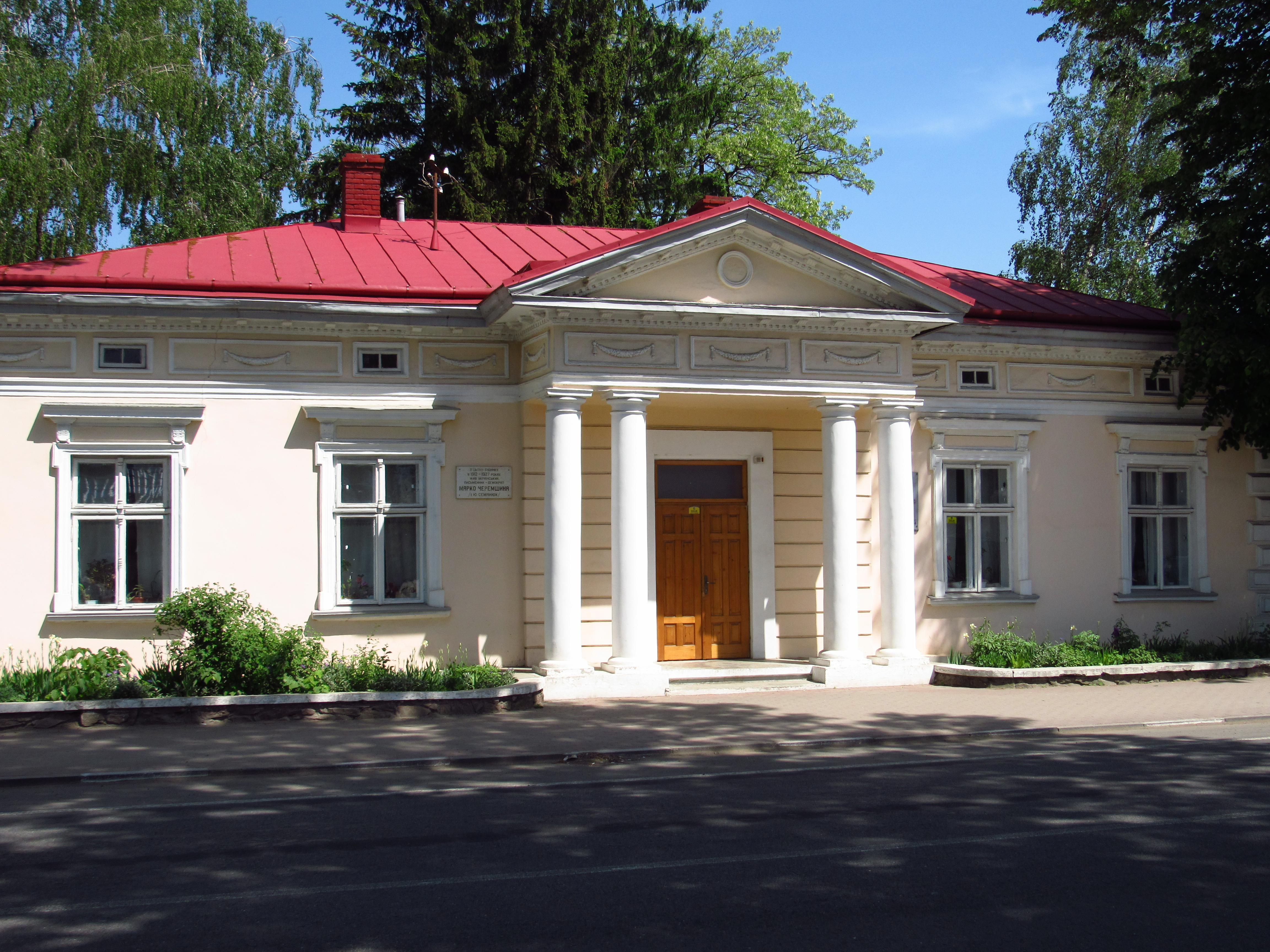
Музей Марка Черемшини в Снятині

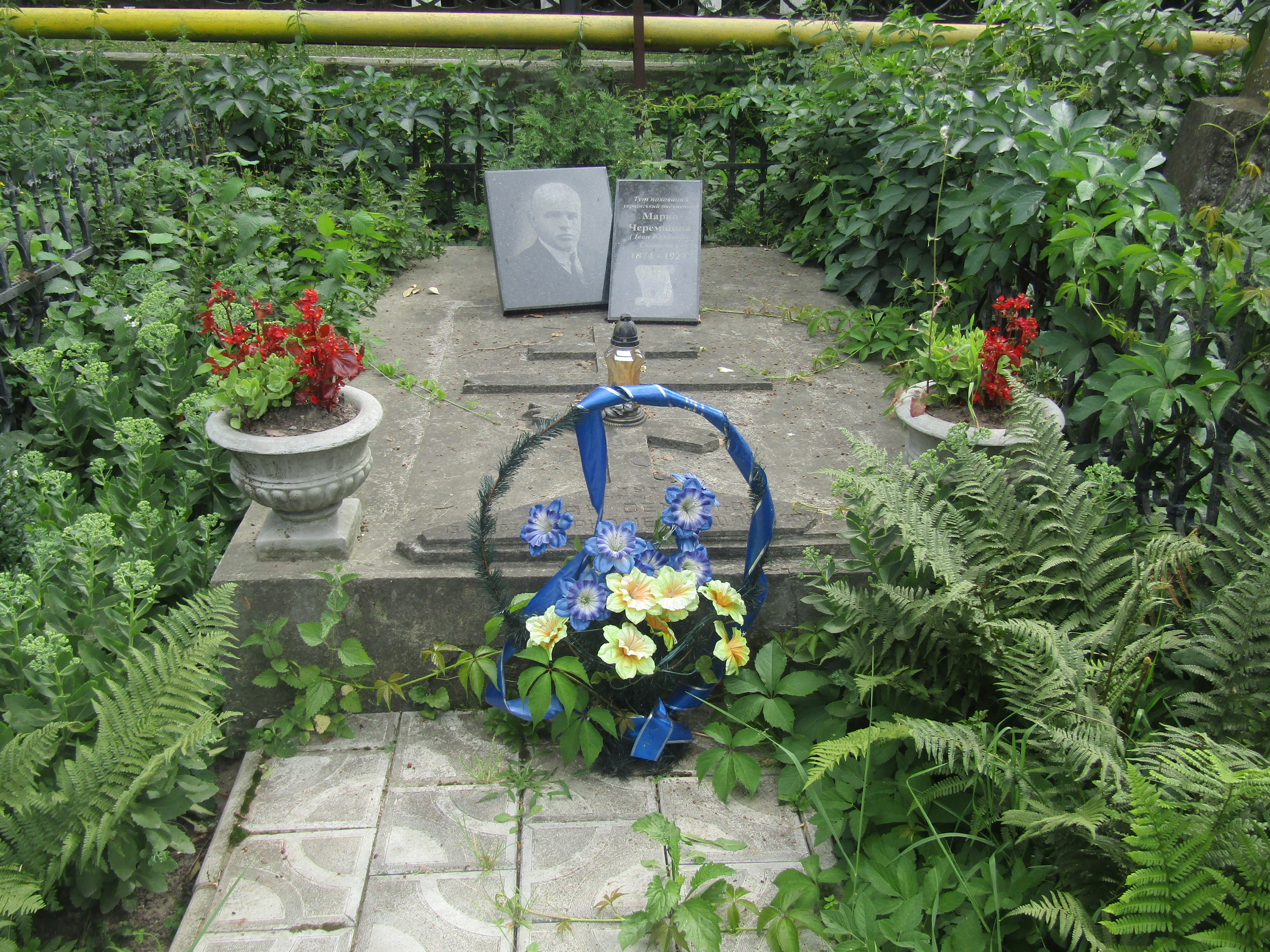
Могила Марка Черемшини

Володів 13-ма мовами, у своїх художніх перекладах не користувався підрядником. Досліджував духовний світ Гуцульщини і збирався видати відповідну наукову працю.
Раптова смерть під час відвідин могили батька (упав перед брамою) не дозволила йому зреалізувати всіх письменницьких планів.

## Літературна діяльність

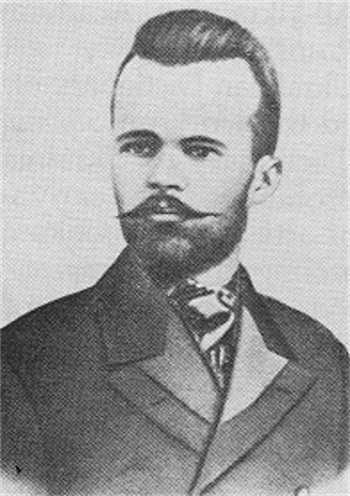
Марко Черемшина

Навчаючись у Коломийській гімназії, юнак зацікавився тогочасним життям у Галичині і на Буковині, передплачував майже всі тодішні часописи. На цей час припадають і його перші літературні спроби, які він підписує псевдонімами Василь Заренко, Марко Легіт. Згодом Марко Черемшина написав свій перший твір-драму «Несамовиті» і надіслав її на конкурс, оголошений львівським журналом «Зоря». Хоч драма була оцінена рецензентами позитивно, вона ні в друк, ні на сцену не потрапила, текст її загубився, збереглося лише два уривки чорнового автографа. Спроба сил у драматургії не пройшла марно для Черемшини: не ставши драматургом у повному розумінні, він став згодом визначним майстром психологічних новел, характерною прикметою яких є глибокий драматизм.
Перше оповідання «Керманич» надрукував 1896 у газеті «Буковина».
Упродовж 1900—1901 років у львівському «Літературно-науковому віснику» і чернівецькій «Буковині» була надрукована низка оповідань, які склали першу книгу письменника — «Карби. Новели з гуцульського життя»: «Святий Николай у гарті», «Хіба даруймо воду», «Раз мати родила», «Зведениця», «Більмо» та інші (разом 15), — присвячені зображенню життя темного й зубожілого гуцульського селянства за Австрії. Саме ця книжка відразу поставила Марка Черемшину на одне з чільних місць серед українських новелістів початку XX століття.
Після «Карбів» у творчості Черемшини залягла довготривала перерва, по якій з 1919 почали з'являтися його новели, присвячені руїні галицького села, спустошеного подіями Першої світової війни: «Село вигибає», «Село потерпає», «Бодай їм путь пропала», «Перші стріли» тощо.
Третій тематичний цикл становлять оповідання Черемшини, писані про життя селянства під гнітом польської влади: «Верховина» [Архівовано 2 квітня 2018 у Wayback Machine.], «Ласка», «Коляда», «На Купала на Івана» та ін.
Сучасна йому критика відзначала високу майстерність письменника і багатство народної, часто ритмізованої мови. Зважаючи на спільне їм усім селянське походження і тематику творчості та дружні особисті зв'язки, в історії літератури Черемшину, Василя Стефаника і Леся Мартовича часто об'єднують під назвою «Покутської трійці».

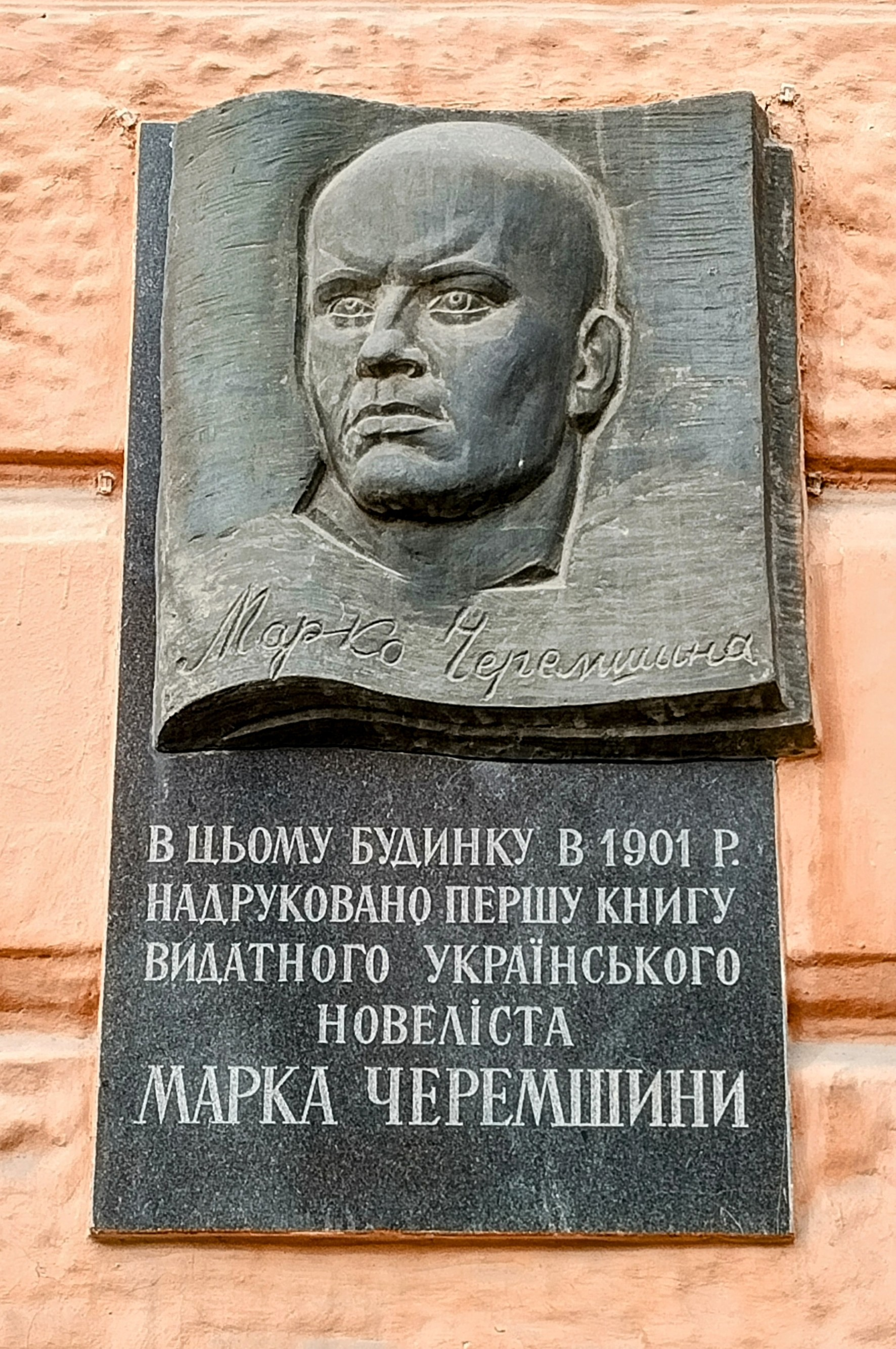
Меморіальна дошка на вулиці Український в Чернівцях

У Львові до Другої світової війни окремими виданням після «Карбів» вийшла збірка оповідань Черемшини: «Вибрані твори» (1929), «Твори. Повне видання», т. І—III (1937), «Вибрані твори» (1938). Перше видання в УРСР «Село вигибає» [Архівовано 16 квітня 2016 у Wayback Machine.] зі вступною статтею Миколи Зерова вийшло 1925. Після того вибрані твори Черемшини видавано багато разів. Загалом, літературний доробок Черемшини становить близько 60 літературних творів (за винятком публіцистичних виступів у газетах та майже загубленими поетичними пробами покутянина)

## Пам'ять
- Нині в Кобаках є меморіальна хата-музей, зведена за зразком тої, у якій виховувався письменник.
- У Снятині:
  - діє Літературно-меморіальний музей Марка Черемшини, урочисто відкритий 17 липня 1949 року,
  - споруджено пам'ятник-погруддя.
- Літературно-мистецька премія імені Марка Черемшини.

## Дослідники життя і творчості
Євген Баран, Адам Войтюк, Олена Гнідан, Лариса Горболіс, Микола Грицюта, Михайло Грушевський, Микола Гуйванюк, Олексій Дей, Іван Денисюк, Дмитро Донцов, Олексій Засенко, Микола Зеров, Антін Крушельницький, Руслана Кірєєва, Микола Легкий, Василь Лесин, Тетяна Лях, Валентина Миронюк, Олексій Мишанич, Андрій Музичка, Іванна Олещук (Стеф'юк), Роман Піхманець, Федір Погребенник, Михайло Рудницький, Ростислав Чопик та ін.

## Кінематограф
- За його оповіданням «Сльоза» створено мультиплікаційну стрічку «Різдвяна казка» (Укранімафільм, 1993).
- Про нього знято фільм «Марко Черемшина» (1975).
- У 2014 році відділ культури Снятинської РДА зняв ювілейний документальний фільм «Наш Марко Черемшина»

## Видання
- Село потерпає. Харків-Одеса, 1930.
- Парасочка. Гуцульські новелі. Львів, 1939.
- Верховина та інші оповідання. 1940.
- Вибрані твори. 1940.
- Карби. Чічка. Злодія зловили (худ. Г. Якутович).
- Твори в 2 томах. К., Наукова думка, 1974.
- Твори. К., Дніпро, 1978 р., 328 с., 100 000 екз., ф. А5, т.п., іл. Адамовича С. Т.
- Карби (збірка):
- Новели. Посвяти Василеві Стефанику. Ранні твори. Переклади. Літературно-критичні виступи. Спогади. Автобіографія. Листи. Київ, 1987.

Окремі твори:
- Образки з гуцульського життя (І), 1899
- Образки з гуцульського життя (ІІ), 1900:
- «Більмо» (оповідання), 1901 р.
- Святий Миколай у гарті, 1902
- Хіба даруймо воду! 1902

## Аудіокниги
- Марко Черемшина. Верба
- Марко Черемшина. Заморожені фіалки
- Марко Черемшина. Море
- Марко Черемшина. Слоза. Різдвяна казка